# Gelincik, Isparta
Gelincik là một xã thuộc thành phố Isparta, tỉnh Isparta, Thổ Nhĩ Kỳ. Dân số thời điểm năm 2011 là 692 người.